# 趙圻
顺王趙圻（1207年2月9日—1207年3月17日），宋朝宗室。
宋朝第十三代（南宋第四任）皇帝宋宁宗赵扩的六子，生母钟夫人，开禧三年（1207年）正月十一丁亥出生。趙坰死后，宋宁宗事隔五年，终于再得一子。二月十七癸亥薨逝。追封顺王，谥号冲怀。宋宁宗有九子（长子未命名），但都不满周岁夭折，并且从未有二子同时在世的情况。宋宁宗晚年，其祖父宋孝宗子孙绝嗣，遂先后选定赵询（景献太子）、赵竑（镇王）、赵昀（宋理宗）三个远支宗室作为继承人。